# Richter Flórián Cirkusz
A Richter Flórián Cirkusz (rövidítve RFC, angolul Richter Florian Circus) magyarországi utazócirkusz. A cirkusz a Richter artistacsalád tulajdonában áll, 2016-ban alapította a névadó Richter Flórián, a Monte-carlói Nemzetközi Cirkuszfesztivál Arany és Ezüst Bohóc-díjas artistája, Hortobágyi Károly-díjas cirkuszművész, de saját társulattal már 2012-ben és 2013-ban lovas műsorával, a Horse Evolution Show-val, majd 2014 őszétől a Fővárosi Nagycirkusz utazóműsorával turnézott az országban. 
A Richter Flórián Cirkusz a nagyobb cirkuszvállalkozások közé tartozik, társulatát körülbelül 50 fő alkotja, fűthető sátruk 1500 fő befogadására alkalmas. A cirkusz előadásait egy cirkuszi zenekar kíséri, a produkciók jelentős részét külföldi szerződött művészek adják elő. Nyaranta a Balaton déli partján, Zamárdiban töltenek el hosszabb időt.

## Története
Richter Flórián a Richter artistacsalád tagja, akiknek az első cirkuszáról, melyet a berlini Brandenburgi kapunál állítottak fel, 1821-ből származik az első feljegyzés. Flórián szülei, Richter József és Karola szintén artisták voltak. Előbbi pályafutása végén, 1995-ben alapította meg a Magyar Nemzeti Cirkuszt, mely az évek során Magyarország jelentős utazócirkuszává vált. Ezt jelenleg Flórián testvére, ifj. Richter József vezeti.
2004-ben, a 28. Monte-carlói Nemzetközi Cirkuszfesztiválon Richter Flórián feleségével, Edittel egy kétszemélyes lovas akrobata produkcióért Ezüst Bohóc-díjat, valamint három különdíjat kapott. 2008-ban tíztagú zsokécsoportjával a cirkuszművészet történetének első magyar Arany Bohóc-díját nyerte el a 32. Monte-carlói Cirkuszfesztiválon. 2009-ben megalapította saját lovas műsorát, a Horse Evolution Showt, melynek ősbemutatójára november 7-én a HUNGEXPO Budapesti Vásárközpont G Pavilonjában került sor, s több ezren váltottak jegyet a három előadásra. Ezután Európa számos országában megfordult a művészcsapat, majd 2012-ben és 2013-ban egy sátras mobilarénával országjáró turnéra indultak. Az előadás – melynek premierjét a Lurdy Ház parkolójában tartották Budapesten – egy modern, futurisztikus, 3500 négyzetméteren fekvő, hatcsúcsú sátorban játszódott.
2014 nyarán Richter Flórián családjával a Fővárosi Nagycirkusz Circus Classicus című műsorában vendégszerepelt elefánt– és lovasprodukciókkal. Ez év őszén a Nagycirkusz utazócirkuszt indított és szeptemberében a Magyar Cirkuszcsillagok 2 címmel Kecskemétre, Szolnokra és Debrecenbe is ellátogatott a műsor, melynek előadásait a Horse Evolution Show mobilarénájából átalakított négyárbocos cirkuszsátorban tartották (a Richter Flórián Cirkusz jelenleg is ezzel a sátorral járja az országot). A társulat vezetője a cirkuszművész lett, akit a Magyar Cirkuszművészeti Tanács a magyar cirkuszművészet utazó nagykövetének is felkért.
Az akció sikerén felbuzdulva 2015-ben az egész országot felölelő, mintegy 20 várost érintő sátras utazó turnét szerveztek, amelyre új nemzetközi műsorral készült az utazó Fővárosi Nagycirkusz. Március 21-én, Veresegyházon egész napos programokkal nyitották meg a rendezvénysorozatot.
A Richter Flórián Cirkusz, mint a névadó magáncirkusza 2016-ban jött létre és ekkor indult először országjáró turnéra ezzel a névvel.

## Társulata
A Richter Flórián Cirkusz társulata körülbelül 50 főből áll. A cirkuszsátor 1500 fő befogadására elegendő. Az időjárástól függően a nézőtér fűthető. A cirkusz gépjárműparkja 25 teherautóból áll.
A cirkusz szerves része a minden előadáson élőben játszó cirkuszi zenekar. A cirkusz egyike azon magyarországi utazócirkuszoknak, ahol élő zene kíséri a műsort.  A konferanszié szerepét az első évadtól kezdődően Bobu Zoltán látja el. A műsor hang és fénytechnikusa Maksa Dóra. A cirkusz állandó dolgozói közé tartozik a műszaki gárda, akiknek a feladata az artisták rekvizitumainak, kellékeinek porondon elhelyezése, illetve a cirkuszsátrak építése.

## Műsorok
A cirkusz jelenlegi elefántja, a 49 éves négytonnás Szandra, aki az utolsó magyar cirkuszban dolgozó elefánt. Szandrával számos reklámfilmet forgattak, köztük 2006-ban a hétszeres Tour de France győztessel, Lance Armstronggal, amely a CNN amerikai hírcsatornán volt látható. 2008-ban a CIB Bank reklámfilmjében szerepelt, 2009-ben a TV2 reklámjában Joshi Bharat és Sági Szilárd oldalán. 2011-ben a budapesti Kálvin téren a spanyol lottó reklámfilmjét forgatták, amikor Szandra megijedt a hátán lévő párnáktól, és visszarohant Múzeumkertben álló szállító járműig, de az estből nem történt komoly baleset. 2013-ban az indiai elefánthölgy részt vett Adrien Brody Oscar-díjas amerikai színésszel a Harry Houdini világhírű illuzionista életéről szóló film forgatásán.
2018. március 15-én az egyik Veresegyházon tartott előadáson a műsor egyik fellépői, a Diorios csoport hat artistája a világon először egyszerre, egy időben motorozottak egy 4,5 méter átmérőjű rácsos gömbben és ezzel világrekordot állítottak fel, amit a Magyar Rekord Egyesület is  hitelesített.
A műsorok címei az első évadtól kezdődően, mint Richter Flórián Cirkusz magáncirkusz:
- Transformers a porondon (2016)
- Állati extrém (2017)
- Full adrenalin (2018)
- Showtime (2019)

## Egyéb kezdeményezések, programok

### Cirkuszok Éjszakája
2013-ban a Fővárosi Nagycirkusz és három magáncirkusz – az Eötvös Cirkusz, a Magyar Nemzeti Cirkusz és a Horse Evolution Show – közreműködésével jött létre a Cirkuszok Éjszakája programsorozat, melynek fő célkitűzése a cirkuszművészet népszerűsítése. Állami és magáncirkuszok összefogására már több mint hatvan évtizede nem volt példa. A budapesti nagycirkusz mellett, az Eötvös Cirkusz Balatonfüreden, a Horse Evolution Show Zamárdiban, míg a Magyar Nemzeti Cirkusz Balatonlellén mutatta be az egészen éjfélig tartó előadást. Később több magáncirkusz is csatlakozott a kezdeményezéshez. A Richter Flórián Cirkusz minden év júliusában Zamárdiban rendezi meg az eseményt, ahol az érdeklődök betekinthetnek a kulisszák mögé, extra kibővített műsort láthatnak, valamint a cirkuszi eszközöket is kipróbálhatják.
Extra fellépők
- 2017 – New Level Empire
- 2018 – Jigalov, Földvári Balázs, Pajor Szilvia, Kőhalmi Ferenc, Bőczi Tímea, Pandurics Dzsenifer, Face Team
- 2019 – Housch-ma-Housch, Silver Power, Anima Prizma
- 2020 – Cesar Dias, Jimmy Folco, Mario Berousek, Nicole Berousek, Vanessa Berousek